# Gaspar Ruiz
Gaspar Ruiz es una novela corta escrita por Józef Teodor Konrad Korzeniowski de Nałęcz, más conocido por su seudónimo Joseph Conrad (3 de diciembre de 1857 – 3 de agosto de 1924), novelista polaco nacionalizado inglés que escribió en lengua inglesa.
Esta obra fue escrita después de su novela Nostromo entre 1904 y 1905,  publicada en el Strand Magazine en 1906 e incluida en la obra A Set of Six en 1908.
Es una de las obras escritas por Conrad, que se alejan de sus típicas historias marítimas. La historia se desarrolla en Chile durante guerra de la Independencia. Ese marco histórico es el pretexto para contar a través del relato del general Santierra la historia de un hombre singular cuyo nombre da título a la obra, cuya vida estuvo siempre vinculada a la traición, incluso a su pesar y de una mujer cuya venganza ocasionará mucho daño a las autoridades chilenas.
En los dieciséis años como marino Conrad viajó por muchas partes del mundo, incluyendo la costa de Sudamérica.

## Resumen de la trama
La acción  se desarrolla en el marco de la lucha que emprendiera el general José de San Martín en pro de la independencia de varias naciones sudamericanas en las primeras décadas del siglo XIX. El general Santierra, ya anciano, hace el relato a sus visitantes comenzando desde cuando conoció a Gaspar Ruiz poco después de un gran combate a orillas del río Biobío, lo que permite fijarlo a comienzos de mayo de 1819.
Gaspar Ruiz era un campesino chileno que sin su consentimiento fue reclutado como soldado por el ejército independentista. Los realistas lo capturan durante un combate y lo incorporan a sus tropas. Cuando se inicia el relato Ruiz había sido hecho prisionero por el ejército patriota y estaba cerca de Valparaíso. Se había dispuesto su fusilamiento por traidor y Santierra, que en ese entonces tenía el grado de teniente, trata de salvar su vida  para reincorporarlo al ejército pero no lo consigue aunque sí logra mejorar sus condiciones de encierro mientras espera se cumpla la sentencia.
Junto con otros prisioneros en su misma situación se realizó el fusilamiento de Ruiz pero éste, de gran contextura física, sobrevivió fingiéndose muerto. Al anochecer huye del lugar seriamente herido y cuando logra llegar a un rancho muy precario pierde el conocimiento.
En el lugar vive en la pobreza un viejo español arruinado por la Revolución que lo privó de sus bienes, que tiene sus facultades mentales alteradas y vive con su hija Herminia, una joven muy bella. Ruiz fue cuidado por la joven, quien compartió con él sus escasos alimentos, y cuando está recuperado comprende que de permanecer en el lugar corre riesgo de ser apresado. Se va sabiendo que además de ser muy fuerte Ruiz sabe leer y escribir y tiene condiciones para el liderazgo.
Santierra pasaba a menudo cerca del rancho cuando iba a caballo camino a Valparaíso y a veces había visto de lejos a sus moradores. Un día la muchacha lo llama para contarle que Ruiz está en el lugar y que quiere un salvoconducto para ir a ver al general San Martín para confiarle una información muy importante
Santierra transmitió el mensaje al general Robles, el superior con el que tenía más confianza, dándole su opinión personal favorable a Ruiz. Robles decide que deben ir a detenerlo pero se compromete a respetar su vida. Cuando entran a la casa solamente encuentran a Herminia y su padre y en ese momento comienza un terremoto sin que puedan salir de allí por estar trabadas las puertas; Ruiz desde el exterior con su extraordinaria fuerza derriba la puerta y los salva con excepción del padre de Herminia que fallece por la caída del techo. Robles y Santierra se van para ayudar a otras víctimas y dejan a Ruiz y Herminia.
Luego de un tiempo Ruiz envió una carta a Robles en Santiago de Chile pidiendo una entrevista con el general San Martín, en la plaza, de noche, para darle una información que demostrará su lealtad. Acude San Martín y hablan a solas. Como consecuencia de ello le confía a Ruiz el mando de una pequeña patrulla para ir al sur de Chile y destruir un polvorín que se encuentra en el territorio controlado por las fuerzas realistas. Cumplió su misión con éxito y al regreso San Martín le concede el grado de capitán y le confía la tarea de vigilar y defender la frontera sur. Cuando Ruiz informó que a los realistas capturados los había dejado en libertad ante la imposibilidad de trasladarlos a Santiago de Chile, San Martín en contra de la opinión de Robles y de la mayoría de los oficiales presentes lo felicita por su actitud.
A partir de allí y mientras continúa su carrera militar, Santierra va recibiendo noticias de Ruiz. Se entera de que tiene mala relación con el gobernador civil de la zona que se queja por su lenidad con los realistas y porque se había casado con una joven partidaria de los realistas. Finalmente se entera de que Ruiz alegando que el gobernador había dado orden de prenderle, irrumpió en la casa del mismo, lo mató y se atrincheró en un cerro con la mayor parte de sus soldados. Resentido por considerar que su valía no fue bien apreciada por el ejército chileno las hostiga permanentemente en alianza con los indios araucanos a los que supo captar. A su lado marcha una mujer blanca, con la que tuvo una hija, que en forma sutil alimenta su resentimiento como medio de ejercitar la venganza por la pérdida de fortuna y posición social producida por la revolución. 
Cuando en una acción Ruiz captura dos buques y los entrega a las autoridades españolas asentadas en la isla Chiloé es recompensado con el nombramiento como coronel del ejército español. Sin embargo, al retornar del Perú las tropas chilenas Ruiz va siendo acorralado.
Santierra cae prisionero de las fuerzas de Ruiz y en forma simultánea a raíz de una traición su esposa e hija son apresadas por las fuerzas chilenas y llevadas a un pequeño fuerte. Para rescatarlas lo ataca con una pequeña partida pero al ver que no consigue su propósito hace traer un cañón con el que piensa derribar la puerta e ingresar con los indios que lo apoyan.
El cañón llega pero sin la cureña por lo que Ruiz dispone que su enorme peso se apoye en su espalda y así va dirigiendo los disparos con los cuales derriban la puerta del fuerte pero en ese momento el peso lo aplasta y lo lesiona gravemente al mismo tiempo que se escucha la llegada de tropas chilenas de refuerzo que hace huir a los atacantes. Poco después Ruiz muere y Santierra es comisionado para llevar a Herminia y su hija a caballo a Santiago. En el camino la mujer le entrega en brazos a la niña y se suicida arrojándose a un barranco.
A esta altura del relato Santierra revela que esa niña es ahora la hermosa joven que presenta como su hija.

## Comentario
Conrad a través del relator general Santierra, busca despertar en sus lectores el sentimiento que le produjo Ruiz desde que lo conociera hasta su muerte.
"La venganza, el complejo juego de traiciones y el amor son los elementos que nutren esa vida singular. La muerte se vuelve esquiva para Gaspar Ruiz y parece que ni el mismo demonio puede atraparlo. El prodigio de su fuerza lo salva y lo acorrala. La devoción hacia una mujer lo pierde."
Al igual que en otros relatos de Conrad que transcurren en tierra firme, las traiciones, intrigas y deslealtades aparecen comp un imperativo de supervivencia. 

## Película
Gaspar Ruiz fue la única obra de ficción adaptada por su autor para el cine con el nombre de Gaspar the Strong Man (1920).